# Le Leslay
Le Leslay (bretonisch: Al Leslae) ist eine französische Gemeinde mit 154 Einwohnern (Stand: 1. Januar 2022) im Département Côtes-d’Armor in der Region Bretagne. Sie gehört administrativ zum Arrondissement Saint-Brieuc.

## Geographie
Die Gemeinde liegt etwa 30 Kilometer von der Meeresküste entfernt. Umgeben wird Le Leslay von der Gemeinde Cohiniac im Norden, von Le Fœil im Osten, von Saint-Gildas im Westen und von Boqueho im Nordwesten.

## Bevölkerungsentwicklung
| 1962 | 1968 | 1975 | 1982 | 1990 | 1999 | 2008 | 2012 |
| 128  | 134  | 128  | 118  | 112  | 113  | 125  | 145  |

## Baudenkmäler
Siehe: Liste der Monuments historiques in Le Leslay